# Sukowiyono (Karangrejo)
Sukowiyono is een bestuurslaag in het regentschap Tulungagung van de provincie Oost-Java, Indonesië. Sukowiyono telt 3179 inwoners (volkstelling 2010).